# Tranvía de Estrasburgo
La red de tranvías de Estrasburgo es un sistema de transporte público que funciona desde el 25 de noviembre de 1994 y que sirve la aglomeración urbana de Estrasburgo. La red dispone de 39 kilómetros de vías, en las que se distribuyen 5 líneas comerciales, cuya longitud suma 53 kilómetros, ya que discurren por tramos comunes en el centro de la ciudad. Por esto es la red de mayor longitud de líneas de Francia y la segunda en longitud de vías tras el tranvía de Lyon.
Esta red ha sido la primera de Francia en utilizar tranvías de piso bajo integral, gracias a 53 composiciones Bombardier Eurotram, con las que fue equipada originalmente, y a las composiciones Alstom Citadis actuales. El mallado de la red es mayor que en los tranvías de otras ciudades de Francia, pues cubre prácticamente toda la ciudad y está pensada para favorecer los trasbordos y la alta frecuencia en los tramos centrales.

## Historia

### La red original (1878-1960)
El tranvía de Estrasburgo se creó en 1878 y fue en su origen de tracción animal. La electrificación de la red se terminó en 1890 y tuvo su mayor extensión en 1937 con 82,7 kilómetros. Existía, además, una red de tranvía metropolitano de vía métrica, construido entre 1886 y 1909 con 194 kilómetros de longitud, que unía la comunidad urbana de Estrasburgo con las de la región hasta el pie de los Vosgos, en Colmar, y también hasta Baden. Casi la mitad de esta línea estaba allende el Rin. En 1930 tenía 234 kilómetros de vías de tranvía y servía a más de 55 millones de pasajeros por año entre ciudades como Marckolsheim, Truchtersheim, Westhoffen y Ottrott.
La red completa llegó a transportar hasta 71,5 millones de pasajeros en 1943. Durante los años 1950 el tranvía, ya fragilizado por la guerra, sufrió a causa de la competencia de otros medios de transporte, como el automóvil, la bicicleta o el autobús. El tranvía no satisfacía las necesidades de confort de los viajeros, y la última composición es relegada a depósitos el 1 de mayo de 1960. Las líneas de tranvía fueron reemplazadas por líneas de autobús, mientras que aumentaba el número de automóviles particulares.

### El retorno del tranvía
Durante los años 80, debido a la saturación de las calles y de la red de autobuses, la Comunidad Urbana de Estrasburgo estudia la construcción de dos líneas de metro automático tipo VAL. El debate durante la campaña de las elecciones municipales de 1989 se centró en la elección entre un VAL o un tranvía moderno. El grupo mayoritario apostaba por el VAL, mientras que la oposición socialista de la época lo hacía por el tranvía.
El metro era preferido por los comerciantes del centro de la ciudad, que temían las obras de un tranvía y que se eliminaran las plazas de aparcamiento. La oposición prefería un tranvía por cuestiones financieras (el proyecto de tranvía tenía un coste por kilómetro de una cuarta parte del de metro) y para sacar a los coches del centro.
La victoria electoral de Catherine Trautmann, socialista, supuso el abandono definitivo del proyecto de VAL y el inicio de la construcción de la primera línea de tranvía.
La línea se inauguró en 1994, 34 años después de la desaparición de la red original.

### Urbanismo
La creación de la red se acompañó de operaciones de urbanismo de cara a privilegiar el acceso al centro de la ciudad en tranvía. En paralelo, se crearon aparcamientos disuasorios en las estaciones periféricas, para incitar a dejar el automóvil y continuar en tranvía. De hecho, este fue uno de los principales argumentos del ayuntamiento durante el proyecto, junto con transformar el centro en un barrio peatonal y reformarlo completamente.

### La red actual

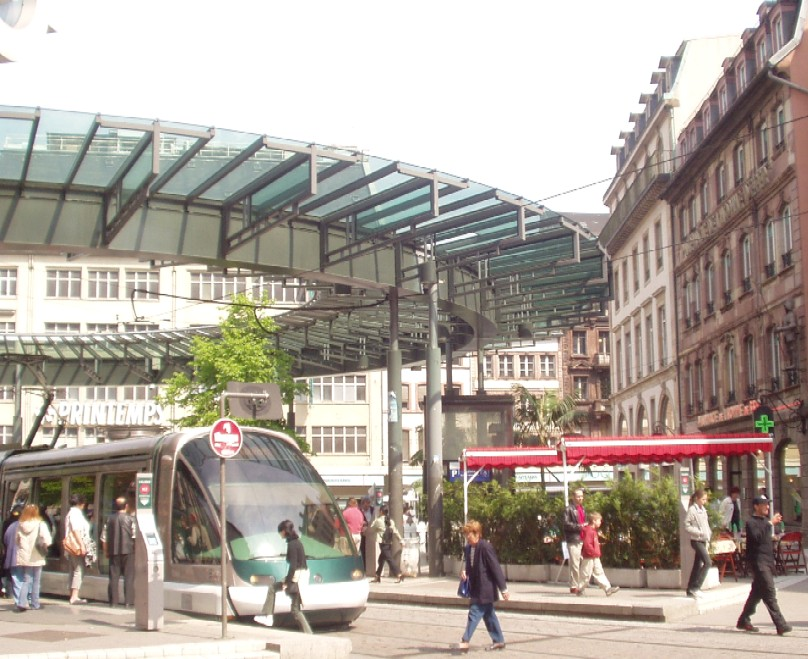
Parada Homme de fer, principal punto de enlace.

La red actual fue construida en cuatro etapas, la segunda y la cuarta de las cuales se inauguraron en varias partes:
- 25 de noviembre de 1994: Se inauguró la línea A con una longitud de 9,8 kilómetros. Para poder cruzar las vías de ferrocarril, a la altura de la estación de la SNCF, se construyó un túnel de 1 400 metros. La parada principal, Gare Centrale, se encuentra dentro del túnel a 17 metros bajo tierra.
- 4 de julio de 1998: La línea se prolongó 2,8 km hacia el sur.
- 31 de julio de 1998: Se puso en servicio un tramo de la línea D. La línea recorre temporalmente parte de la línea A para aumentar la frecuencia en las zonas del centro.
- 1 de septiembre de 2000: Se inauguró la segunda línea mayor, sobre la que circulan las líneas B y C. Tiene una longitud total de 11,9 km. La línea atraviesa el centro de la ciudad de sureste a noroeste. Se cruza con las líneas A y D en Homme de Fer. Cuando se separan, la línea B sigue hacia el norte y la C se adentra en la zona universitaria.

La realización de la siguiente fase fue retrasada durante dos años debido al recurso de tres asociaciones, dos de las cuales eran organizaciones políticas verdes:
- 25 de agosto de 2007: Se prolongaron las líneas C y D, primero en un tronco común en el centro de la ciudad de 600 metros, y después en dos ramas. Además, se creó  una nueva línea E sobre las ya existentes, que ofrece correspondencias en paradas diferentes a Homme de Fer, que se encontraba colapsada.
- 23 de noviembre de 2007: Se prolongó hacia el sur la línea E en 2,5 kilómetros para servir el Parlamento Europeo.
- 30 de enero de 2008: Se prolongó la línea B durante 4,9 kilómetros. La inauguración completa se realiza el 2 de mayo.[4]

Esta última fase de extensión puso en servicio 13,5 nuevas líneas y 18 kilómetros de líneas comerciales. Estas prolongaciones han permitido transformar una red en forma de cruz centrada en Homme de Fer en una red mallada con tramos comunes en el centro de la ciudad, que multiplican las posibilidades de enlace y aumentan la frecuencia en el centro de la aglomeración urbana. Esta concepción es parecida a la de las redes típicas en Alemania y Suiza.
Desde el 24 de abril de 2017, la línea D se ha prolongado y cruza la frontera hasta la estación de Kehl, en Alemania.

### Concepción y realización
La puesta en marcha de la red de tranvías fue acompañada de una organización completa de la ciudad. La misma reorganización se realizó durante la construcción del tranvía de Grenoble en 1987 con muy buenos resultados. La construcción de las líneas en la ciudad vieja ha permitido reubicar la circulación de vehículos particulares en el exterior de la ciudad. Por la plaza Kléber pasaban diariamente 50 000 vehículos, y actualmente es peatonal. Entonces se construyeron 4 500 plazas repartidas en 9 aparcamientos disuasorios. Las líneas de autobuses apenas entran en el centro de la ciudad, pero dirigen el tráfico hacia las líneas de tranvía. Sólo 9 líneas se adentraban al centro en 2000 y 2 en la actualidad.
Se puso un interés especial en la integración del tranvía en la ciudad. Un arquitecto fue designado por el ayuntamiento para encargarse exclusivamente de este aspecto. En algunas avenidas, como en la zona universitaria, se redujo de 4 carriles a 2 y se eliminaron los aparcamientos para crear un paseo. Un tercio de las vías fueron recubiertas de césped.

## Seis líneas

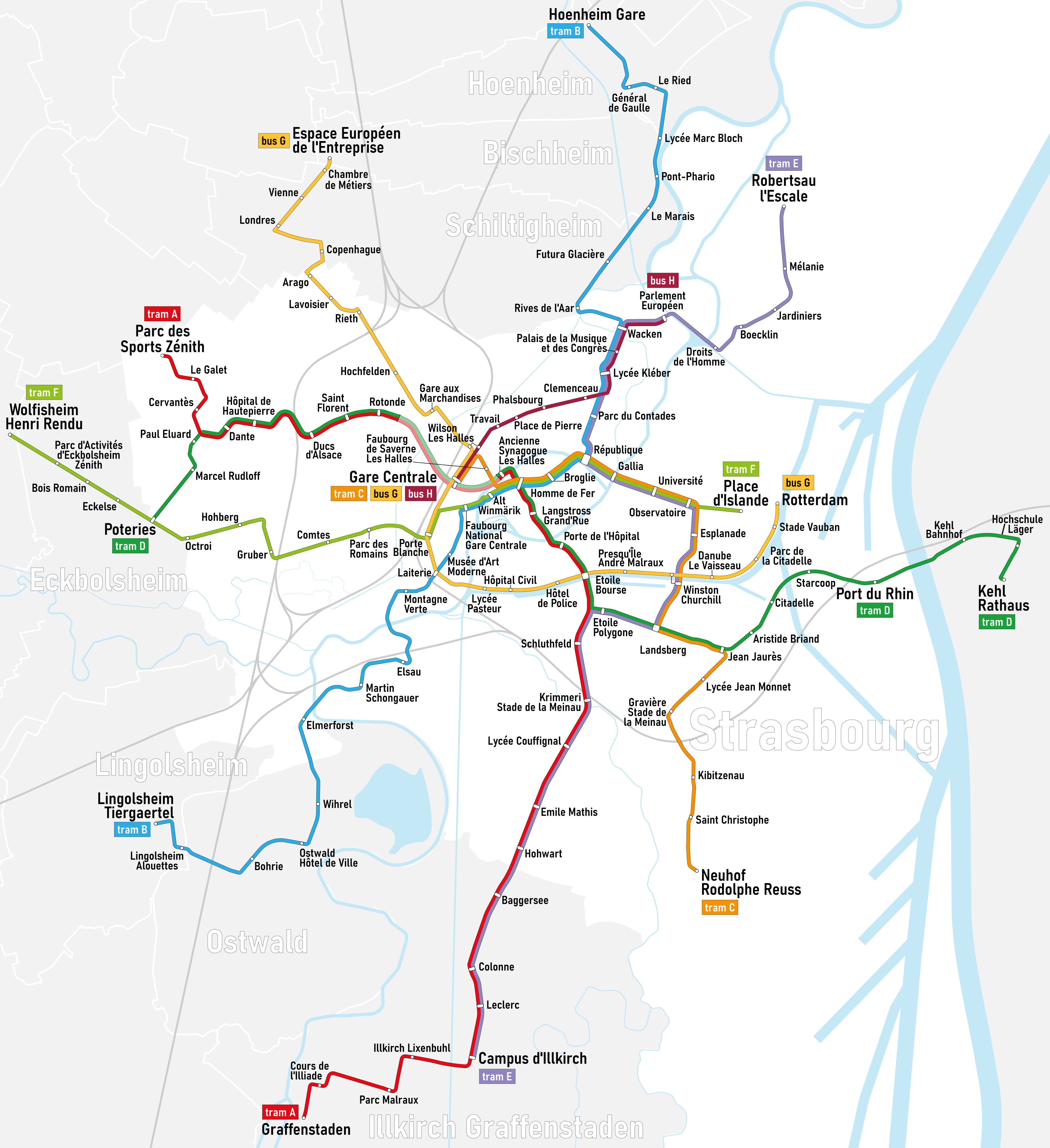
Plano de la red desde el 28 de agosto de 2020.

La red de tranvías de Estrasburgo es explotada por la Compañía de Transportes de Estrasburgo. Se compone de seis líneas que sirven a la ciudad de Estrasburgo y a los municipios de Bischheim, Hoenheim, Illkirch-Graffenstaden, Kehl (Alemania) Lingolsheim, Ostwald y Schiltigheim. La red se compone de 68,3 kilómetros de líneas comerciales. La principal parada es la de Homme de Fer, cerca de la Place Kléber, el punto donde se cruzan 5 de las 6 líneas.
La red actual se compone de 86 paradas:
| Línea | Cabecera de línea                       | Longitud [km] | Tiempo de recorrido [min] | Velocidad comercial [km/h] | Servicio |
| ----- | --------------------------------------- | ------------- | ------------------------- | -------------------------- | --- |
| A     | Parc des Sports ↔ Graffenstaden         | 14,65         | 45                        | 20,8 - 22,5                | De lunes a sábado de 04:30 a 00:30. Domingos y días festivos de 05:00 a 00:30 No hay servicio el 1 de mayo. |
| B     | Hoenheim Gare ↔ Lingolsheim Tiergaertel | 14,8          | 44-46                     | 19,4 - 20,3                | De lunes a sábado de 04:30 a 00:30. Domingos y días festivos de 05:00 a 00:30 No hay servicio el 1 de mayo. |
| C     | Gare centrale ↔ Neuhof Rodolphe Reuss   | 8,1           | 28-31                     | 15,7 - 17,4                | De lunes a sábado de 04:30 a 00:30. Domingos y días festivos de 05:00 a 00:30 No hay servicio el 1 de mayo. |
| D     | Poteries ↔ Port du Rhin ↔ Kehl Rathaus  | 12,5          | 34-36                     | 18,6 - 19,3                | De lunes a sábado de 04:30 a 00:30. Domingos y días festivos de 05:00 a 00:30 No hay servicio el 1 de mayo. |
| E     | Robertsau L'Escale ↔ Campus d'Illkirch  | 13,25         | 39                        | 19,3 - 21,2                | De lunes a sábado de 04:30 a 00:30. Domingos y días festivos de 05:00 a 00:30 No hay servicio el 1 de mayo. |
| F     | Comtes ↔ Place d'Islande                | 5,62          | 19-21                     | 16,1 - 17,7                | De lunes a sábado de 04:30 a 00:30. Domingos y días festivos de 05:00 a 00:30 No hay servicio el 1 de mayo. |

Para responder a una demanda creciente de servicios nocturnos, circulan autobuses durante la noche entre las 23:30 y 4:30 o 5:30 los fines de semana que siguen el recorrido del tranvía. La frecuencia es de una hora.

## Paradas
Las paradas del tranvía se señalizan por columnas concebidas por el diseñador Jean-Michel Wilmotte. A lo largo de las líneas A y D se encuentran textos del movimiento Oulipo. Estos textos aluden al diseño de las paradas. Algunas de ellas incluyen sobre las columnas bandas humorísticas diseñadas por Alain Séchas.
En cada andén de la parada, una columna presenta las informaciones indispensables sobre el viaje: un plano completo de la red y horarios teóricos de paso. Además, disponen de un distribuidor automático de billetes en el que se pueden obtener casi todos los títulos de transporte de la red. Permiten el pago en efectivo (hasta 26,50 euros) o por tarjeta bancaria. Una pantalla permite conocer en tiempo real la espera para las próximas líneas.
Además, los andenes tienen una longitud de unos 45 metros y disponen de rampas de acceso. En la línea A, la primera en construirse, los andenes tienen 245 milímetros de alto, lo que deja un escalón de 66 milímetros con las composiciones. Para permitir el acceso de PMR, la primera puerta dispone de rampa de acceso. El resto de los andenes están a 305 milímetros de altura.

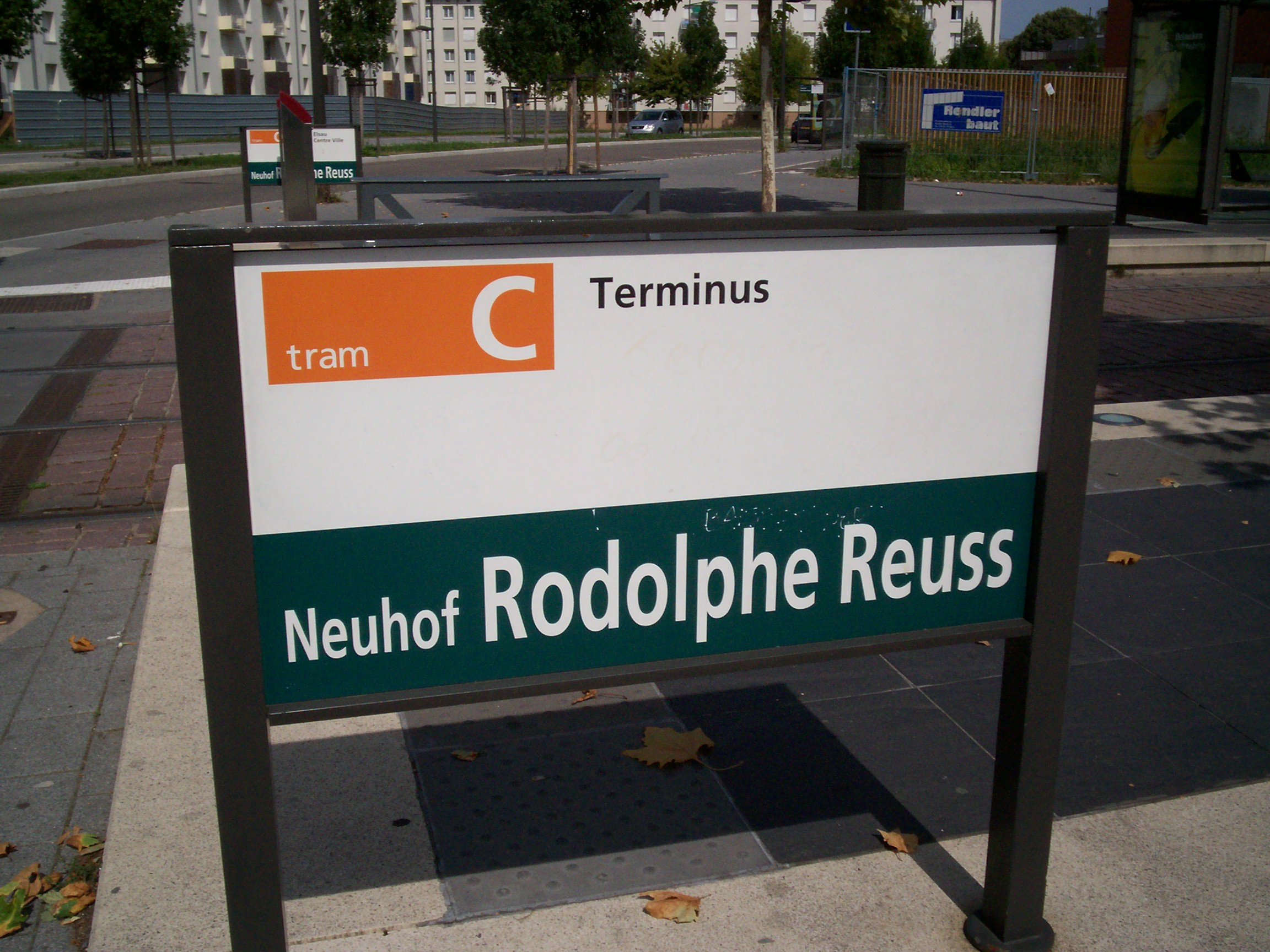
Siñalética
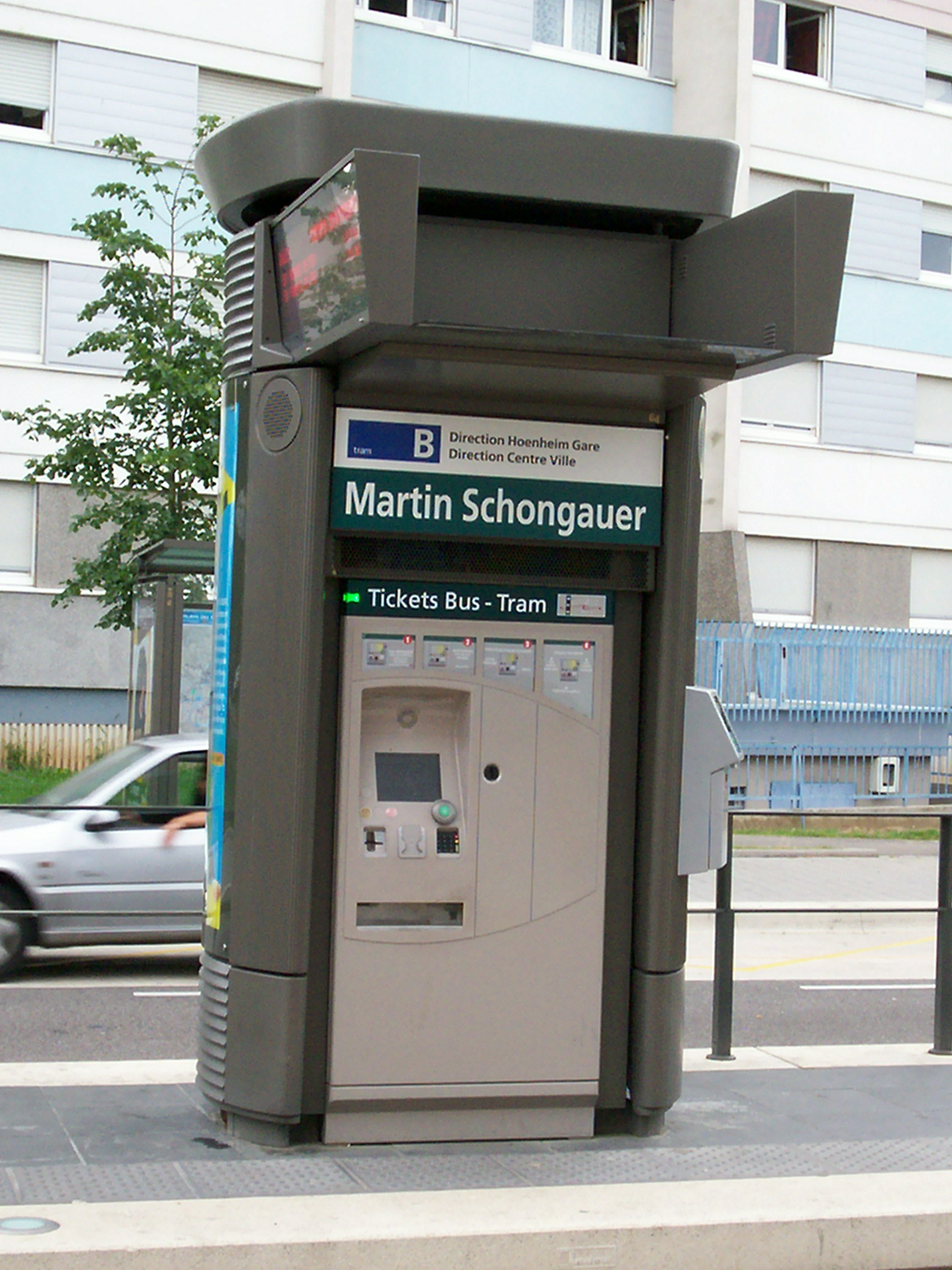
Columna con distribuidor de billetes
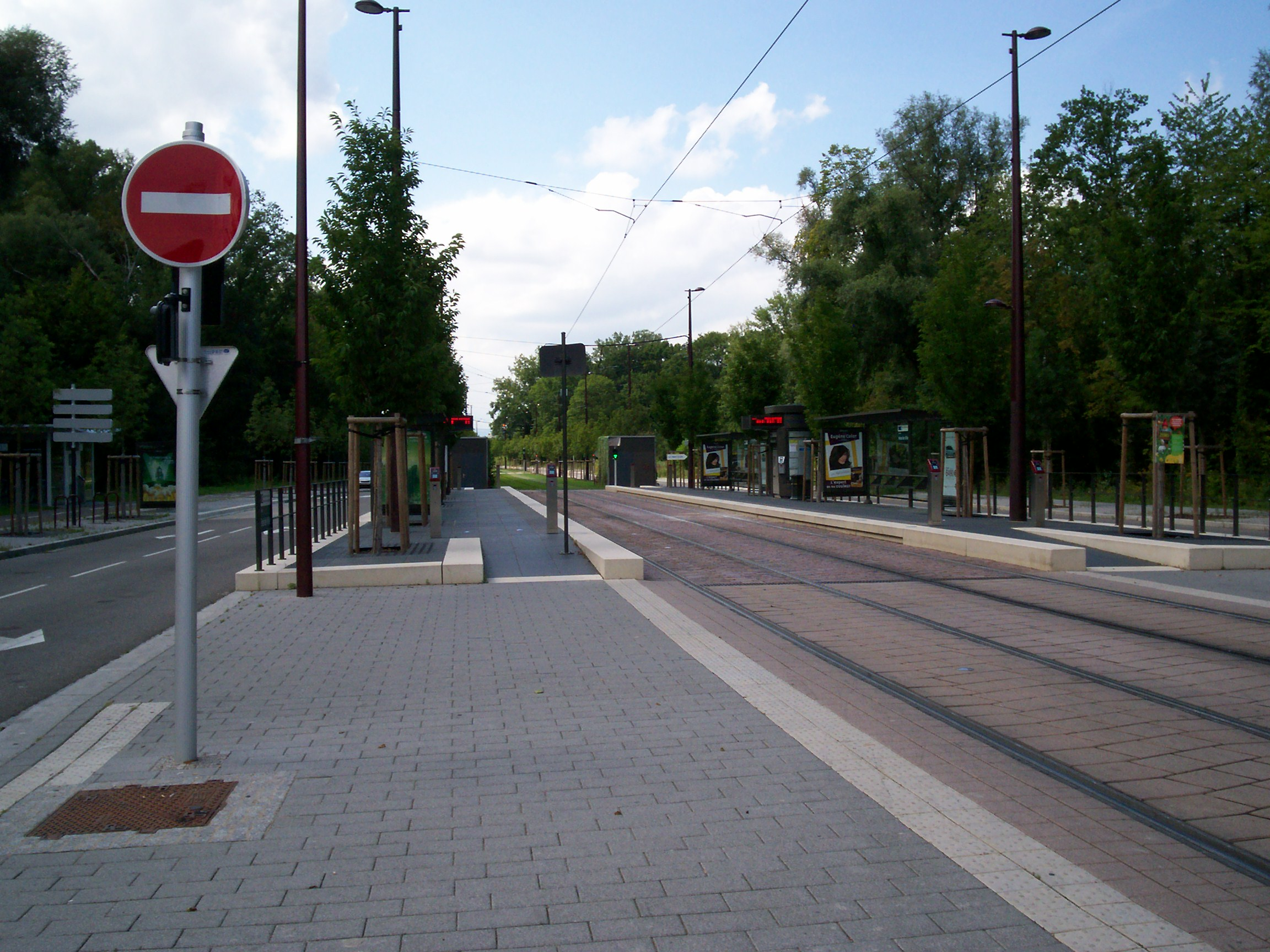
Parada
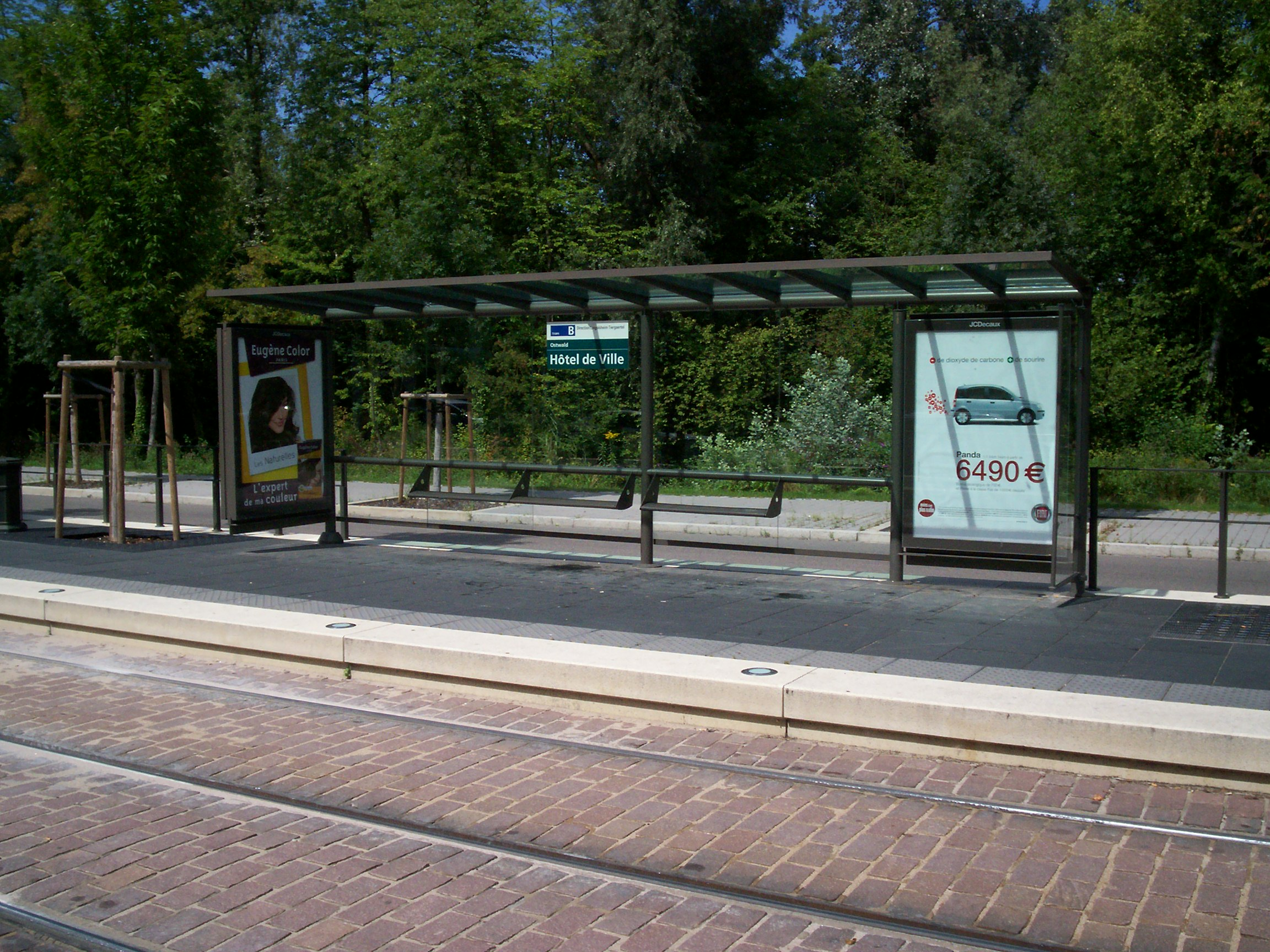
Marquesina

## Material rodante

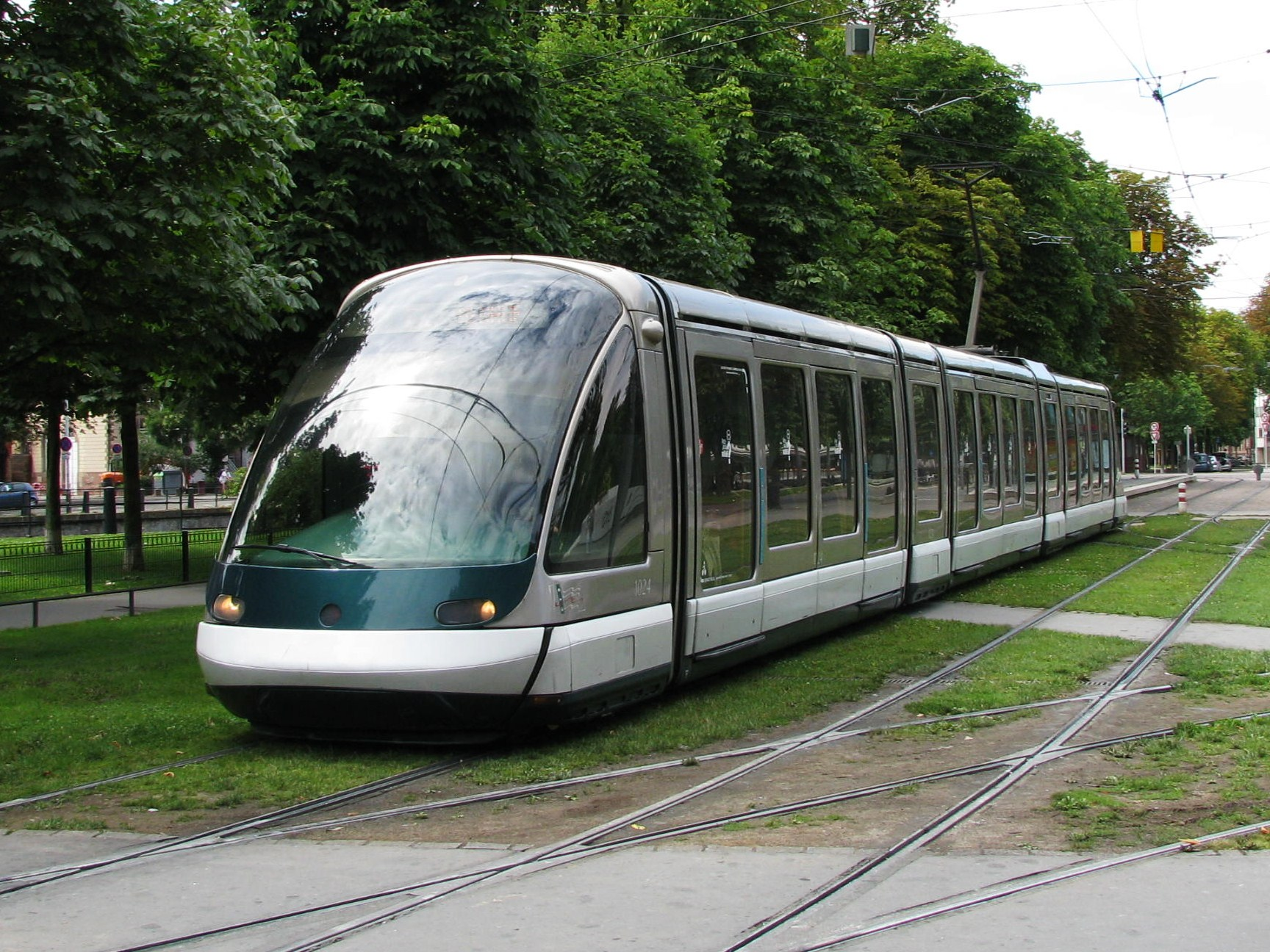
Bombardier Eurotram.

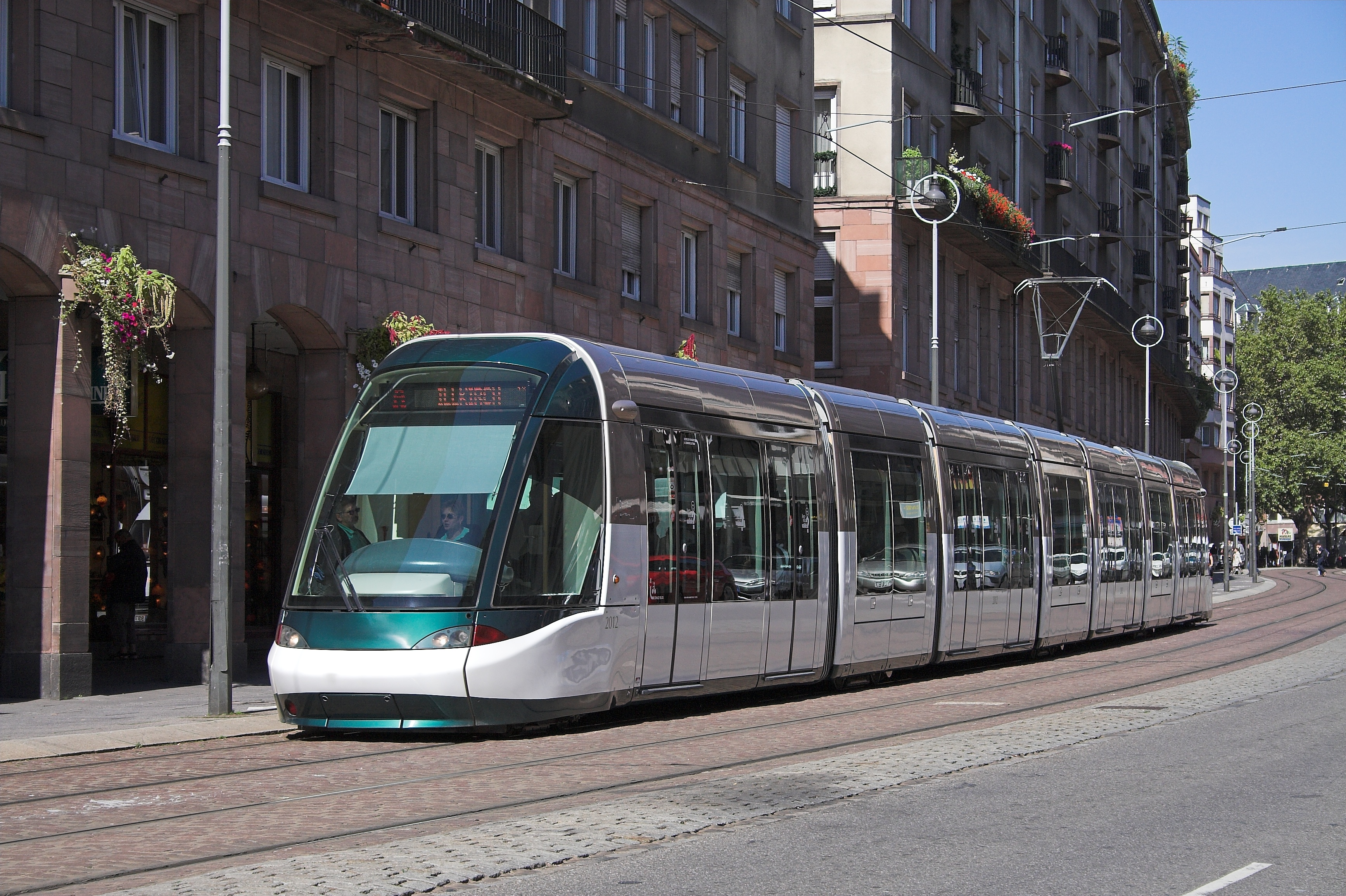
Alstom Citadis.

Actualmente el parque rodante se compone de composiciones Bombardier Eurotram y Alstom Citadis 403.
Para la creación en 1994 se concibió un material completamente nuevo. El objetivo era disponer de composiciones de piso bajo integral y con un diseño que pudiera destacar la renovación urbana acontecida. El Eurotram surgió de una colaboración entre la empresa italiana Socimi y la empresa de transportes de la aglomeración, la CTS. La gran cantidad de superficie acristalada está basada en dar la sensación de «acera rodante». Fue concebido de manera modular.
Para la apertura de la línea A se recibieron 26 composiciones de 8 ejes de tipo Eurotram entre 1994 y 1995. Estas composiciones, de 33,1 metros de longitud, pueden transportar 210 pasajeros. Cada composición se compone de 3 cajas principales y dispone de una potencia de 336 kW repartidos en 12 motores. La CTS recibió entre 1998 y 1999 un segundo lote: el nuevo material comprende 10 composiciones de 8 ejes y 17 composiciones de 10. Estas últimas tienen 43,05 metros de longitud y son capaces de desarrollar 424 kW repartidos en 16 motores, tienen 4 cajas principales y pesan 51 toneladas. Su puesta en marcha conlleva críticas: las puertas de una sola hoja tardan en abrirse y cerrarse, aumentando el tiempo de parada. Además, el excesivo acristalamiento conllevaba un problema de calor en la cabina.
Tras la quiebra de la empresa creadora, Socimi, y varias compras y fusiones, el desarrollo de las composiciones Eurotram es adquirido por Bombardier. Por razones de coste, el precio de las composiciones era superior al de sus competidores. Cuando se amplía el parque móvil en 2003 se compran a la casa Alstom: 41 composiciones de tipo Citadis de 7 cajas. Las composiciones se recibieron a partir de 2005. Disponen de 10 ejes y tienen una longitud de 45,06 metros y una capacidad de 288 pasajeros, con un peso de 53,2 toneladas y una potencia de 720 kW repartidos en tres bojes motores. El diseño exterior es el mismo que el de las composiciones anteriores, por exigencias de la CTS. Este diseño requirió la introducción un eje suplementario, dada la diferente distribución de ejes de Bombardier y Alstom. Una de las aportaciones principales es la instalación de puertas de dos hojas.

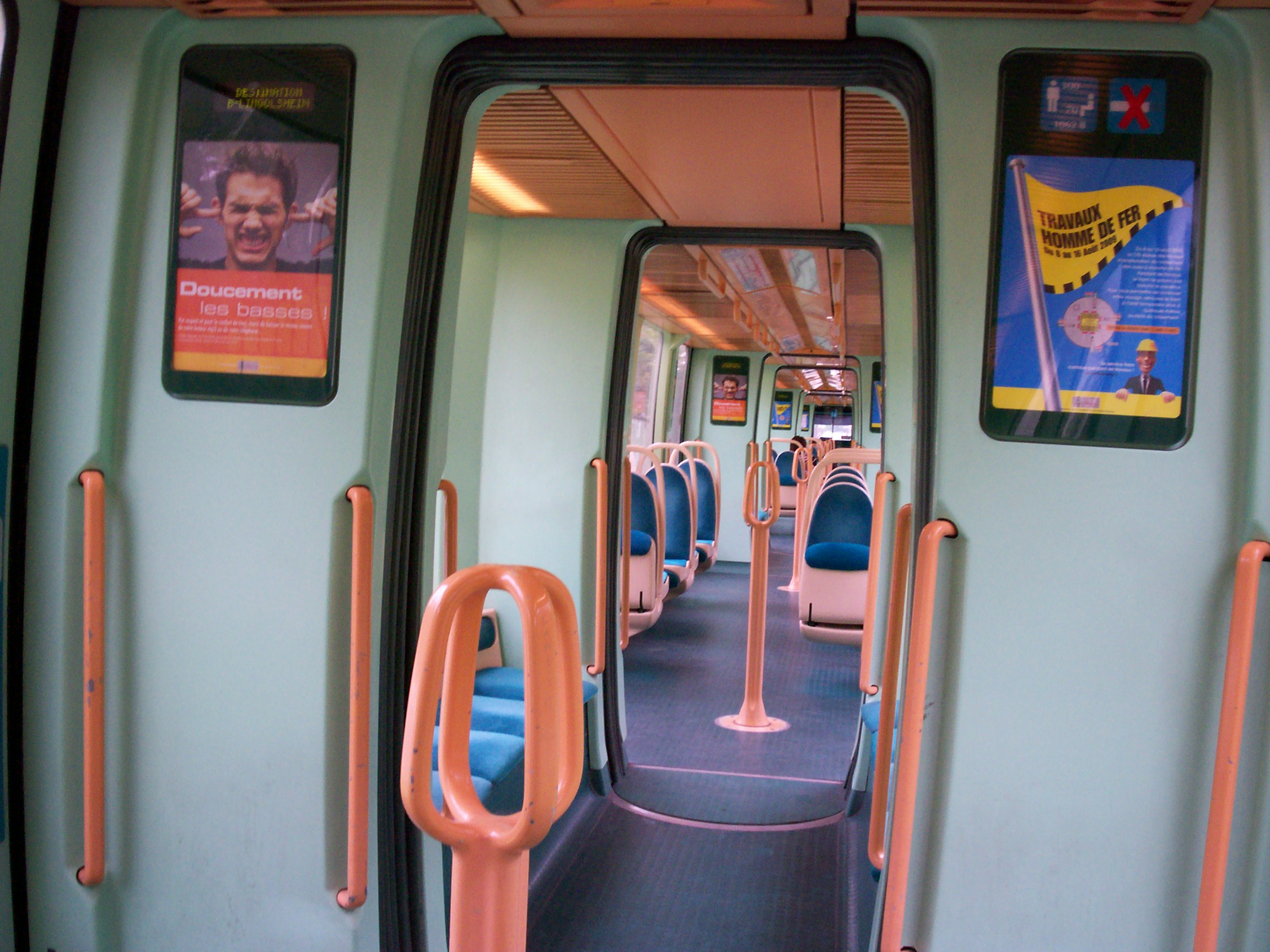
Interior de un Bombardier Eurotram.
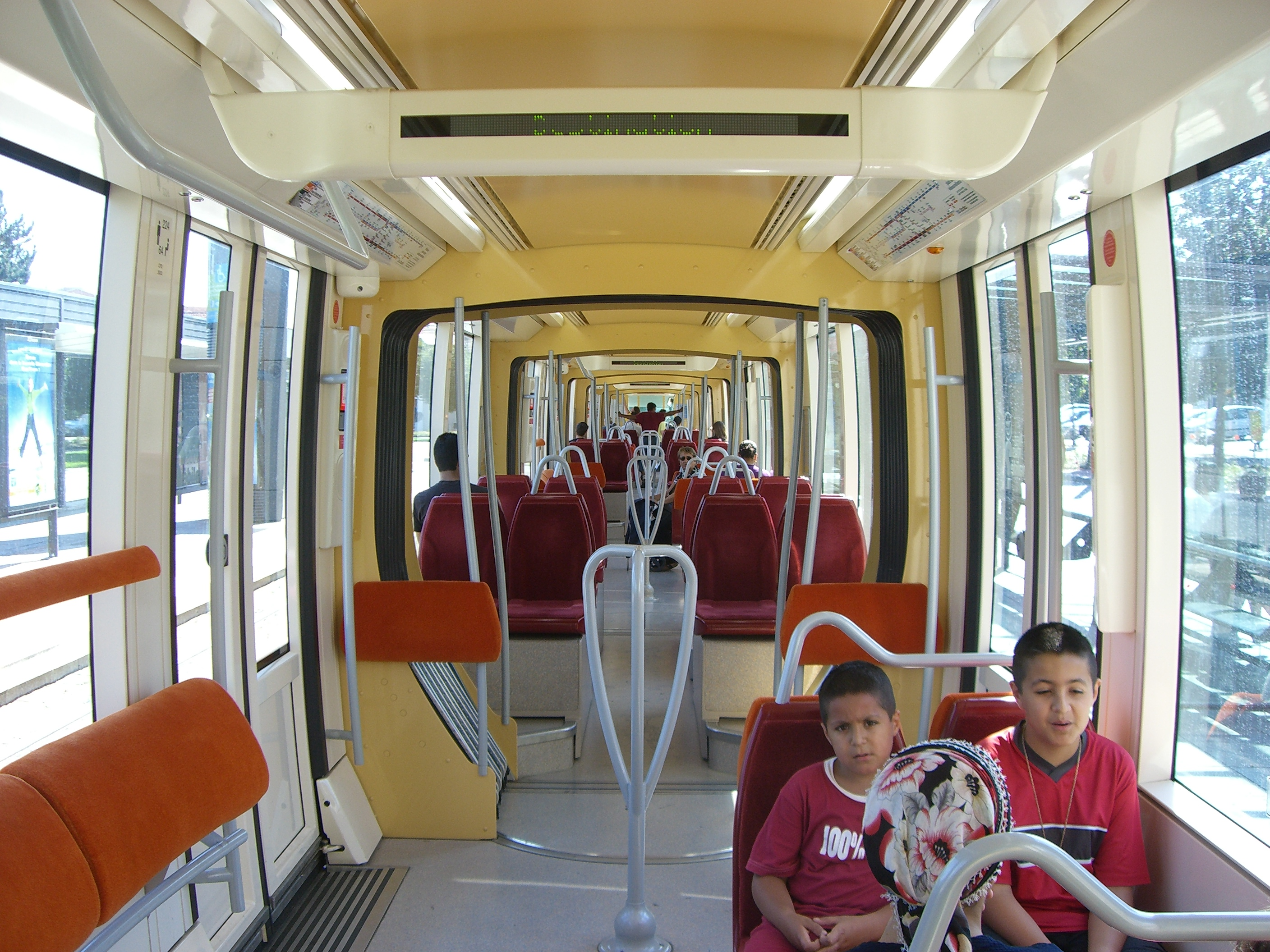
Interior de un Alstom Citadis.

## Tarifas y financiación
Las líneas de tranvía y de autobús explotadas por la Compañía de Transportes de Estrasburgo (CTS) tienen las mismas tarifas. Un billete de ida cuesta 1,40 euros, y el bono de 10 viajes 12 euros. El estacionamiento en los aparcamientos disuasorios cuesta 2,80 € diarios. El billete para un día completo en toda la red cuesta 3,60 €. Existen diferentes formas de abono que permiten viajes ilimitados, como el abono mensual a 41 € (51 € incluyendo aparcamiento). Existen tarifas reducidas para estudiantes, jubilados y discapacitados. Los abonos se cargan sobre una tarjeta llamada «Badgeo».
La financiación del funcionamiento de la línea, el mantenimiento, el material y el personal depende de la CTS.

## Futuro

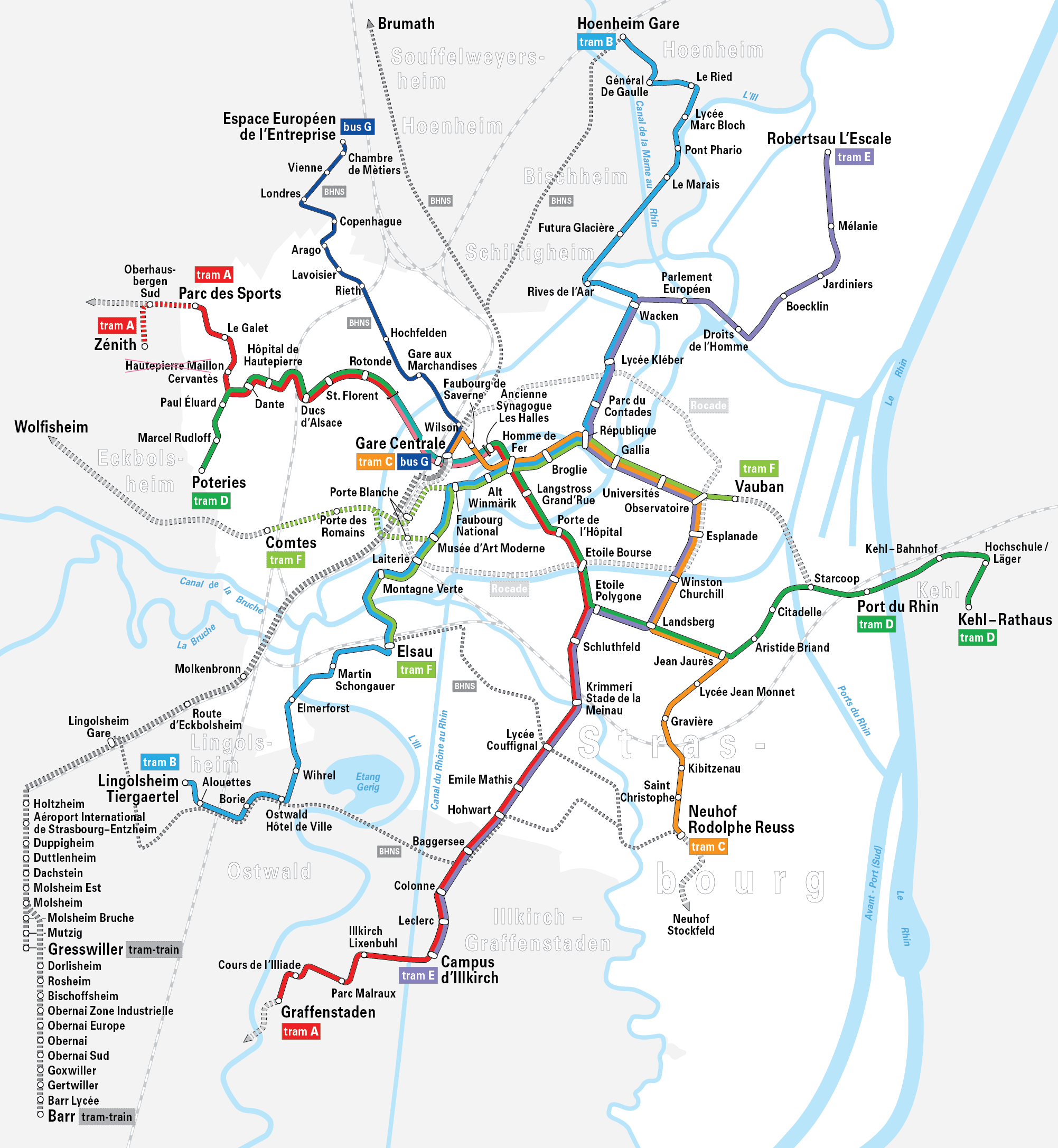
Plano de extensiones. No se incluyen las decididas en junio de 2010.

Están previstas ampliaciones de todas las líneas, aunque ninguna de ellas llegará antes de 2013. Además se plantea la construcción de una línea F, metropolitana, en 2015.